# Bohdan Górski
Bohdan Górski (ur. 9 października 1894 w Piotrkowie Trybunalskim, zm. 23 października 1942) – major piechoty Wojska Polskiego.

## Życiorys
Syn Feliksa i Jadwigi z Betlowskich. Ukończył gimnazjum, a następnie wstąpił do Legionów. Po odzyskaniu przez Polskę niepodległości został w wojsku.
W 1928 r. pełnił służbę w batalionie podchorążych rezerwy w Zaleszczykach, a cztery lata później w 68 pułku piechoty.
Jako dowódca batalionu w 25 pułku piechoty brał udział w II wojnie światowej. Wzięty do niewoli, uciekł i wrócił do Piotrkowa, gdzie zostawił żonę z synem. Na przełomie września i października 1939 wstąpił do Służby Zwycięstwa Polsce (od 14 lutego 1942 Armia Krajowa) i wkrótce został członkiem Sztabu Okręgu Łódzkiego tej organizacji. Został szefem Oddziału III Operacyjno-Wyszkoleniowego. W marcu 1940 r. stanął na czele Inspektoratu Sieradzko-Wieluńskiego obejmującego powiaty: łaski, sieradzki, wieluński).
Zamieszkał, wraz z rodziną, we wsi Sięganów w gospodarstwie Franciszka Świercza. Po aresztowaniu 19 września 1941 łącznika Jerzego Sobocińskiego, ps. „Kluska”, a wkrótce także łączniczki i adiutanta (por. Rychłowskiego), mjr Górski przeniósł kwaterę do wsi Zwierzyniec k. Wadlewa.
21 października 1942 mjr Górski wracał z Piotrkowa (w Generalnym Gubernatorstwie) do Kraju Warty przez komorę celną we wsi Mzurki k. Tuszyna. Legitymował się dokumentem rosyjskiego białogwardzisty Aleksego Smirnowa. Niemcy dopatrzyli się uchybień w dokumentach i aresztowali go. Górski został postrzelony w pierś i ręce. Przewieziony do szpitala w Pabianicach zmarł 23 października. Pochowano go jako Smirnowa. Po wojnie przeniesiono jego szczątki na cmentarz w Łasku. W gotyckiej farze sieradzkiej jest tablica poświęcona jego pamięci.

## Awanse
- porucznik – ze starszeństwem z dniem 1 czerwca 1921 r.
- kapitan – 2 kwietnia 1929 r. ze starszeństwem z dniem 1 stycznia 1929 r. i 72 lokatą w korpusie oficerów zawodowych piechoty
- major – ze starszeństwem z dniem 19 marca 1938 r. ?

## Orderyiodznaczenia
- Krzyż Srebrny Orderu Wojennego Virtuti Militari nr 13186[1]
- Krzyż Niepodległości
- Krzyż Walecznych